# Stobiec (gromada)
Stobiec – dawna gromada, czyli najmniejsza jednostka podziału terytorialnego Polskiej Rzeczypospolitej Ludowej w latach 1954–1972.
Gromady, z gromadzkimi radami narodowymi (GRN) jako organami władzy najniższego stopnia na wsi, funkcjonowały od reformy reorganizującej administrację wiejską przeprowadzonej jesienią 1954 do momentu ich zniesienia z dniem 1 stycznia 1973, tym samym wypierając organizację gminną w latach 1954–1972.
Gromadę Stobiec z siedzibą GRN w Stobcu utworzono – jako jedną z 8759 gromad na obszarze Polski – w powiecie opatowskim w woj. kieleckim, na mocy uchwały nr 13f/54 WRN w Kielcach z dnia 29 września 1954. W skład jednostki weszły obszary dotychczasowych gromad Stobiec i Janczyce ze zniesionej gminy Baćkowice w tymże powiecie. Dla gromady ustalono 10 członków gromadzkiej rady narodowej.
Gromadę zniesiono 31 grudnia 1959, a jej obszar włączono do gromad Iwaniska (wieś Stobiec oraz kolonie Stobiec i Kopanina) i Baćkowice (wieś Jańczyce i kolonię Jańczyce).